# Mark Thatcher
Sir Mark Thatcher, 2e Baronet (15 augustus 1953) is een Brits zakenman en de zoon van Denis en Margaret Thatcher, de voormalige Britse eerste minister.
Mark Thatcher wordt al jaren achtervolgd door schandalen. Tijdens de Parijs-Dakar-rally in 1982 worden Mark en zijn teamgenoten zes dagen vermist waarna ze door een Algerijns vliegtuig worden gevonden. Mark bedankt zijn redders niet, wat hem veel kritiek oplevert.
Ook zijn zaken tijdens het bewind van zijn moeder zijn onderwerp van kritiek. Zo wordt hij door de Saoedische dissident Mohammed Khilewi en het Britse parlementslid Tam Dalyell beschuldigd commissie te hebben ontvangen voor een wapendeal van twintig miljard pond met Saoedi-Arabië, een overeenkomst die zijn moeder in 1985 sloot. Thatcher heeft dat echter altijd ontkend. Begin jaren 90 kwam hij ook in de Verenigde Staten enkele malen met justitie in aanvaring.
Op 25 augustus 2004 werd Thatcher in Kaapstad, waar hij sinds 1995 woonde, gearresteerd op beschuldiging van het medeorganiseren en deelnemen aan een coup in het oliestaatje Equatoriaal-Guinea. Na tussenkomst van zijn moeder werd hij in januari 2005 veroordeeld tot een voorwaardelijke gevangenisstraf en een boete van 400.000 euro. Bij de rechtszitting gaf hij toe, dat hij geld had gefourneerd voor een helikopter. Hij zou in de veronderstelling zijn geweest, dat die bestemd was voor humanitaire hulp in de Soedan.
Mark Thatcher heeft een tweelingzus, Carol. Zijn titel erfde hij na de dood van zijn vader in 2003. Na zijn veroordeling gingen er stemmen op om hem die titel af te nemen. Hij was gehuwd; zijn ex-vrouw en kinderen wonen in de Verenigde Staten. Hijzelf kreeg na zijn vrijlating echter geen verblijfsvergunning voor de Verenigde Staten. In september 2005 werd bekendgemaakt dat hij zou gaan scheiden.